# Lievito alimentare

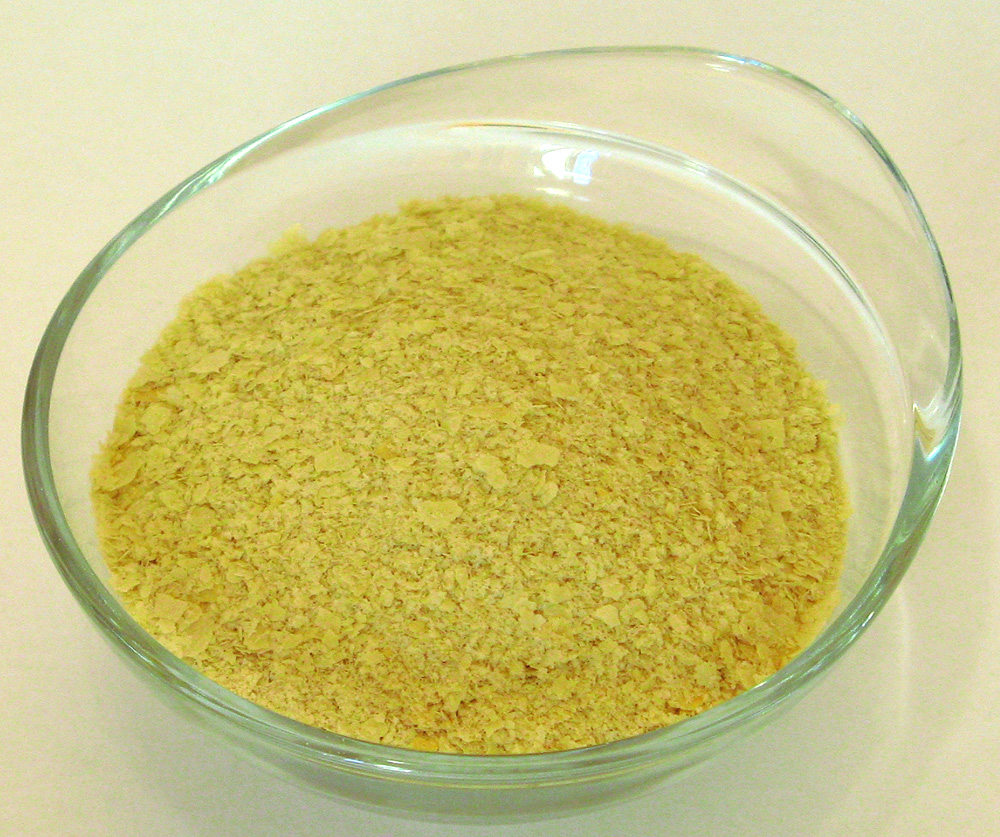
Fiocchi di lievito alimentare

Il lievito alimentare (noto anche come lievito nutrizionale) è un lievito disattivato, spesso Saccharomyces cerevisiae, che viene venduto commercialmente come prodotto alimentare. Viene venduto sotto forma di fiocchi gialli, granuli o polvere e può essere trovato nel reparto nei negozi di alimenti naturali. Viene utilizzato nella cucina vegana e vegetariana come ingrediente per le ricette o come condimento.
È una fonte di alcune vitamine del gruppo B e contiene tracce di diverse altre vitamine e minerali. Può essere arricchito con vitamina B12.
Il lievito alimentare ha un sapore forte, di nocciola o di formaggio e viene utilizzato come sostituto del formaggio stesso. Può essere anche utilizzato nella preparazione di purè di patate e tofu.
Il lievito alimentare contiene sia parti solubili che insolubili, a differenza dell'estratto di lievito, che si ottiene centrifugando il lievito nutrizionale e concentrando le proteine delle cellule di lievito idrosolubili, ricche di acido glutammico, nucleotidi e peptidi, i composti aromatici responsabili dell'umami.

## Produzione commerciale

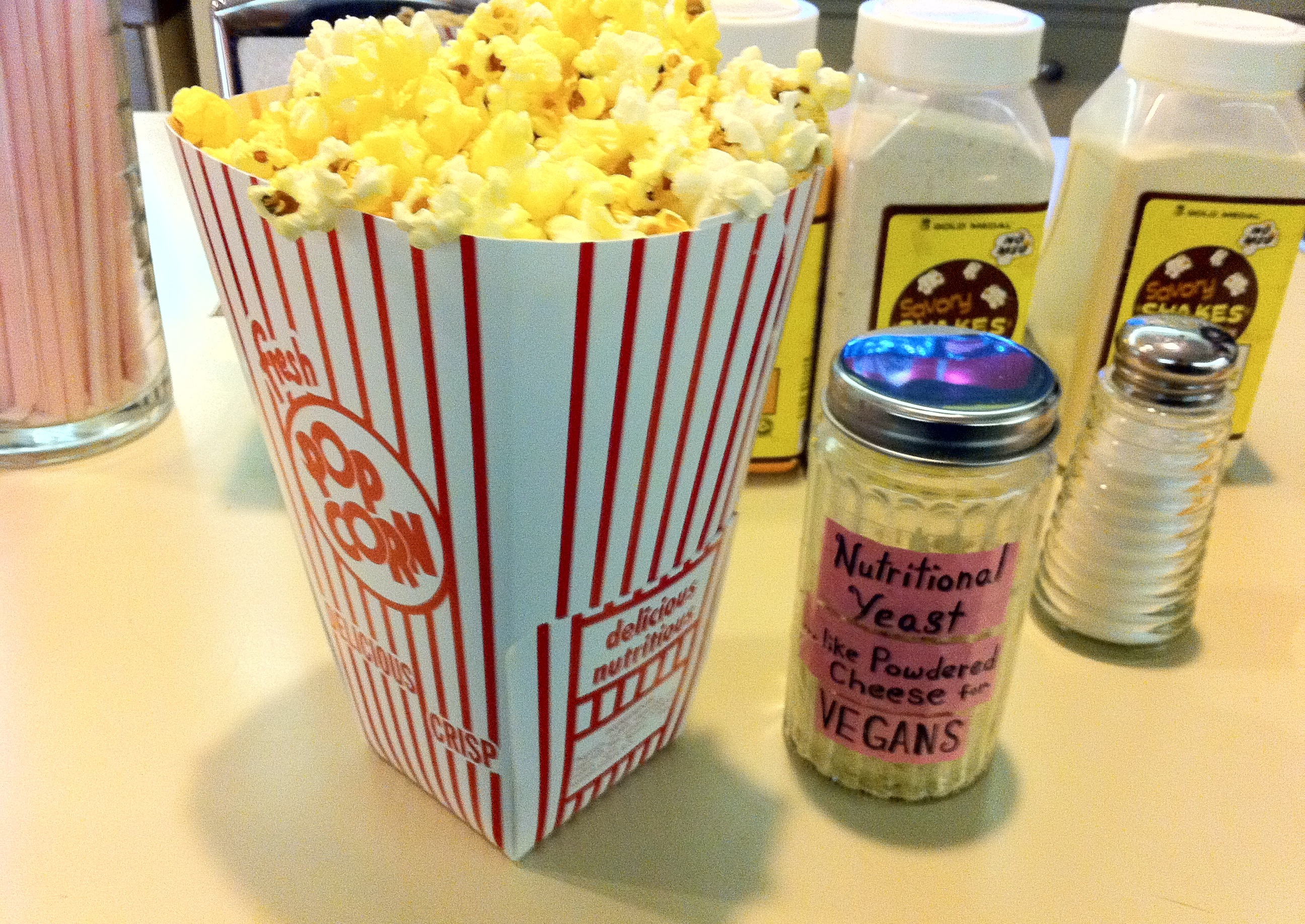
Alcuni teatri offrono ai visitatori lievito alimentare per condire i popcorn.

Il lievito alimentare si produce coltivando il lievito per diversi giorni. L'ingrediente principale del terreno di coltura è il glucosio, spesso ricavato dalla canna da zucchero o dalla melassa di barbabietola. Quando il lievito è pronto viene ucciso col calore e poi raccolto, lavato, essiccato e confezionato. La specie di lievito più utilizzata è un ceppo di Saccharomyces cerevisiae. I ceppi vengono coltivati e selezionati per le caratteristiche desiderabili, e spesso mostrano un fenotipo diverso dai ceppi di S. cerevisiae utilizzati sia nella panificazione che nella produzione della birra.